# Rognvald Brusason
Rognvald II Brusason (né en 1011  tué en décembre 1046) co-Jarl des Orcades de 1037 à 1046.

## Origine
Rognvald est le fils unique et héritier du Jarl Brusi Sigurdsson.

## Jeunesse
À l’âge  de 10 ans il accompagne son père Brusi Sigurdsson en Norvège lors des nombreuses tractations liées aux partages des Orcades entre ce dernier et son demi-frère Thorfinn Sigurdsson.   Le roi Olaf II de Norvège impose son arbitrage aux deux Jarls et obtient de garder le jeune Rognvald  à sa cour comme otage (1021).
Rognvald qui est décrit dans la saga comme le « plus beau des hommes avec de long cheveux jaunes comme de la soie » et qui fut « de bonne heure grand et fort »  est intégré à la Hird royale et devient rapidement l’un des plus fidèles des compagnons d’Olaf II qu’il considère comme son « Père adoptif »  et qu’il accompagne dans tous ses combats jusqu’à la fatale bataille de Stiklestad  en juillet 1030.
Après la mort du roi Rognvald Brusason  s’enfuit en d’abord en Suède puis en Russie où il intègre la garde du prince Iaroslav le Sage.  II s’attache ensuite au sort du fils de son ami  Magnus le Bon avec lequel il retourne en Norvège après la mort de Knut le Grand.

## Les Jarls Rognvald et Thorfinn
Pour le remercier de ses nombreux services Magnus Ier de Norvège lui accorde en 1037 le tiers des îles que détenait son père le jarl Brusi ainsi que le tiers sur lequel  le roi Olaf s’était réservé la souveraineté.
Revenus dans les Orcades il conclut un compromis avec son oncle Thorfinn Sigurdsson et échange avec lui le tiers contesté des îles contre un service armé. Les deux Jarls conduisent conjointement des expéditions militaires pendant huit années dans la mer d’Irlande
Leur entente s’achève avec l’arrivée aux Orcades de l’un de ses anciens compagnons de combats le Jarl norvégien Kálfr Árnason qui est l’oncle d’Ingibiorg Finnsdottir  l’épouse  de Thorfinn et qui se réfugie aux Orcades pour échapper à la colère de Magnus le Bon avec lequel il s’est brouillé .  
Le poids financier de l’entretien de Kalfr Arnasson et de sa suite incite Thorfinn Sigurdsson à dénoncer l’accord conclu avec Rognvald en lui demandant désormais les impôts dus pour ses parts des îles à la place de sa participation dans les combats
Rognvald refuse et menacé par les hommes de Thorfinn et de Kalfr il se réfugie en Norvège auprès du roi Magnus le Bon qui l’accueille avec faveur. Rognvald obtient du roi une troupe avec laquelle il revient d’abord aux Shetland puis après la fuite de Thorfinn et de son épouse il s’établit à Kirkwall dont c’est la première mention dans l’histoire    .
Rognvald s’apprête à passer Noël sur l’île de Papa Westray où il est surpris par le vieux Thorkell le « Père adoptif » qui le tue avec une trentaine des Norvégiens de sa suite.   
À cette nouvelle le roi Magnus Ier prépare une expédition pour le venger mais pris par sa guerre contre le Danemark il doit en différer l’exécution et il meurt le 25 octobre 1047 avant d’avoir pu faire aboutir son projet.

## Postérité
Rognvald laisse un fils nommé Eilaf qui n’émettra jamais de prétentions à recouvrer son héritage aux Orcades.
La réputation du Jarl Rognvald dans les Orcades semble être  restée très grande  car sa lointaine cousine  Gunnhildr la fille du Jarl Erlend Thorfinnsson,  la mère de Kali lui donne le nom dynastique de « Rognvald » lorsqu’il devient Jarl car  « Rognvald Brusason avait été le meilleur de tous les Jarls et elle pensait que ce nom lui porterait chance  »  